# County Championship 2023
Die County Championship 2023 war die 123. Saison des nationalen First-Class-Cricket-Wettbewerbes in England und Wales und wurde vom 6. April bis zum 29. September 2023 ausgetragen. Sie wurde in zwei Divisionen ausgetragen, Division 1 und Division 2. In der Division 1 traten zehn und in der Division 2 acht Teams an, wobei jedes Team 14 Spiele bestritt. In der Division 1 konnte Surrey ihren Titel verteidigen. Aus der Division 1 stiegen Middlesex und Northamptonshire ab und dafür aus der Division 2 Durham und Worcestershire auf.

## Format
Die 18 First Class Counties wurden nach den Resultaten der Saison 2022 in zwei Divisionen aufgeteilt. In jeder Division spielt jede Mannschaft gegen jede, jeweils ein Heim- und ein Auswärtsspiel, wobei in Division 1 die Rückspiele nur gegen fünf Gegner ausgetragen wurden. Für einen Sieg erhält ein Team zunächst 16 Punkte, für ein Unentschieden (beide Mannschaften erzielen die gleiche Anzahl an Runs) 8 Punkte. Kann kein Ergebnis erzielt werden und endet das Spiel in einem Remis, bekommen beide Mannschaften 5 Punkte. Zusätzlich bestsht die Möglichkeit, in den ersten 110 Over des ersten Innings Bonuspunkte zu sammeln. Dabei werden bis zu 5 Punkte für erzielte Runs und bis zu 3 Punkte für erzielte Wickets ausgegeben. Des Weiteren ist es möglich, dass Mannschaften Punkte abgezogen bekommen, wenn sie beispielsweise zu langsam spielen, oder der Platz nicht ordnungsgemäß vorbereitet war. Am Ende der Saison wird der Sieger der Division 1 County Champion. Die beiden Letztplatzierte dieser Division steigen ab und die beiden Bestplatzierten der Division 2 auf.

## Resultate

### Division 1
Tabelle
Der Stand der Tabelle der Division 1 zum Ende der Saison.
| Team             | Sp. | S | N | R  | Bat | Bwl | Ded | Punkte |
| ---------------- | --- | - | - | -- | --- | --- | --- | ------ |
| Surrey           | 14  | 8 | 2 | 4  | 27  | 41  | 0   | 216    |
| Essex            | 14  | 7 | 3 | 4  | 25  | 39  | 0   | 196    |
| Hampshire        | 14  | 8 | 4 | 2  | 18  | 39  | 3   | 192    |
| Warwickshire     | 14  | 6 | 4 | 4  | 22  | 41  | 0   | 179    |
| Lancashire       | 14  | 3 | 1 | 10 | 29  | 35  | 1   | 161    |
| Nottinghamshire  | 14  | 4 | 4 | 6  | 18  | 39  | 0   | 151    |
| Somerset         | 14  | 3 | 4 | 7  | 25  | 40  | 0   | 148    |
| Kent             | 14  | 2 | 7 | 5  | 20  | 34  | 0   | 111    |
| Middlesex        | 14  | 3 | 9 | 2  | 5   | 39  | 1   | 101    |
| Northamptonshire | 14  | 2 | 8 | 4  | 10  | 34  | 0   | 96     |

Sieg: 16 Punkte; Remis: 5 Punkte

### Division 2
Tabelle
Der Stand der Tabelle der Division 2 zum Ende der Saison.
| Team            | Sp. | S | N | R  | A | Bat | Bwl | Ded | Punkte |
| --------------- | --- | - | - | -- | - | --- | --- | --- | ------ |
| Durham          | 14  | 7 | 1 | 6  | 0 | 54  | 39  | 2   | 233    |
| Worcestershire  | 14  | 5 | 3 | 6  | 0 | 21  | 36  | 0   | 167    |
| Sussex          | 14  | 3 | 1 | 10 | 0 | 29  | 39  | 16  | 150    |
| Leicestershire  | 14  | 3 | 4 | 7  | 0 | 25  | 35  | 1   | 142    |
| Glamorgan       | 14  | 1 | 1 | 12 | 0 | 29  | 34  | 0   | 139    |
| Derbyshire      | 14  | 0 | 4 | 10 | 0 | 25  | 38  | 0   | 113    |
| Yorkshire       | 14  | 3 | 2 | 8  | 1 | 31  | 35  | 50  | 109    |
| Gloucestershire | 14  | 0 | 6 | 7  | 1 | 23  | 35  | 1   | 97     |

Sieg: 16 Punkte; Remis: 5 Punkte

## Spiele

### Division 1

#### April
| 6. – 9. April Scorecard | Southampton | Nottinghamshire 185 (55.3) & 177 (69.4) | – | Hampshire 231 (77) & 132-2 (46.2) |
|                         |             | Hampshire gewinnt mit 8 Wickets         |   |                                   |

Nottinghamshire gewann den Münzwurf und entschied sich als Schlagmannschaft zu beginnen.
| 6. – 9. April Scorecard | Canterbury | Northamptonshire 117 (32.5) & 331 (117.3) | – | Kent 222 (69.4) & 227-3 (64.5) |
|                         |            | Kent gewinnt mit 7 Wickets                |   |                                |

Kent gewann den Münzwurf und entschied sich als Feldmannschaft zu beginnen.
| 6. – 9. April Scorecard | Manchester | Surrey 442 (113) & 292-6d (65) | – | Lancashire 291 (92.2) & 247-3 (87.1) |
|                         |            | Remis                          |   |                                      |

Lancashire gewann den Münzwurf und entschied sich als Feldmannschaft zu beginnen.
| 6. – 9. April Scorecard | London (Lord’s) | Essex 266 (93.1) & 211 (63.2) | – | Middlesex 170 (63.3) & 210 (83) |
|                         |                 | Essex gewinnt mit 97 Runs     |   |                                 |

Middlesex gewann den Münzwurf und entschied sich als Feldmannschaft zu beginnen.
| 6. – 9. April Scorecard | Taunton | Somerset 284 (92.4) & 180-6 (50) | – | Warwickshire 392 (109.5) |
|                         |         | Remis                            |   |                          |

Somerset gewann den Münzwurf und entschied sich als Schlagmannschaft zu beginnen.
| 13. – 16. April Scorecard | Chelmsford | Lancashire 207 (64.5) & 351-7d (85) | – | Essex 219 (68.2) & 128-4 (58) |
|                           |            | Remis                               |   |                               |

Lancashire gewann den Münzwurf und entschied sich als Schlagmannschaft zu beginnen.
| 13. – 16. April Scorecard | Northampton | Middlesex 149 (48.4) & 167 (58.1)      | – | Northamptonshire 198 (74.2) & 120-3 (39.3) |
|                           |             | Northamptonshire gewinnt mit 7 Wickets |   |                                            |

Northamptonshire gewann den Münzwurf und entschied sich als Feldmannschaft zu beginnen.
| 13. – 16. April Scorecard | Nottingham | Nottinghamshire 256 (72.5) & 211 (68.1) | – | Somerset 173 (52.3) & 129 (38.2) |
|                           |            | Nottinghamshire gewinnt mit 165 Runs    |   |                                  |

Somerset gewann den Münzwurf und entschied sich als Feldmannschaft zu beginnen.
| 13. – 16. April Scorecard | London (Oval) | Hampshire 254 (79.3) & 258 (88) | – | Surrey 270 (85.5) & 247-1 (55.2) |
|                           |               | Surrey gewinnt mit 9 Wicket     |   |                                  |

Hampshire gewann den Münzwurf und entschied sich als Schlagmannschaft zu beginnen.
| 13. – 16. April Scorecard | Birmingham | Warwickshire 453-4d (107)                          | – | Kent 158 (47.1) & 281 (93.3) (f/o) |
|                           |            | Warwickshire gewinnt mit einem Innings und 14 Runs |   |                                    |

Kent gewann den Münzwurf und entschied sich als Feldmannschaft zu beginnen.
| 20. – 23. April Scorecard | Canterbury | Essex 451-5d (97.4) | – | Kent 342-7 (78) |
|                           |            | Remis               |   |                 |

Essex gewann den Münzwurf und entschied sich als Schlagmannschaft zu beginnen.
| 20. – 23. April Scorecard | London (Lord’s) | Nottinghamshire 364 (99.3) & 158-6d (50.5) | – | Middlesex 274 (82) & 249-6 (39) |
|                           |                 | Middlesex gewinnt mit 4 Wickets            |   |                                 |

Middlesex gewann den Münzwurf und entschied sich als Feldmannschaft zu beginnen.
| 20. – 23. April Scorecard | Northampton | Hampshire 482 (129.5)                           | – | Northamptonshire 149 (49.3) & 63 (22.3) (f/o) |
|                           |             | Hampshire gewinnt mit einem Inning und 270 Runs |   |                                               |

Northamptonshire gewann den Münzwurf und entschied sich als Feldmannschaft zu beginnen.
| 20. – 23. April Scorecard | Taunton | Somerset 441 (122.4) & 256-6 (86) | – | Lancashire 554 (111.1) |
|                           |         | Remis                             |   |                        |

Lancashire gewann den Münzwurf und entschied sich als Feldmannschaft zu beginnen.
| 27. – 30. April Scorecard | London (Lord’s) | Kent 186 (65.2) & 128 (57)      | – | Middlesex 229 (58.1) & 86-1 (24.3) |
|                           |                 | Middlesex gewinnt mit 9 Wickets |   |                                    |

Middlesex gewann den Münzwurf und entschied sich als Feldmannschaft zu beginnen.
| 27. – 30. April Scorecard | Birmingham | Warwickshire 150 (56) & 141 (40) | – | Surrey 281 (91.1) & 16-1 (2) |
|                           |            | Surrey gewinnt mit 9 Wickets     |   |                              |

Surrey gewann den Münzwurf und entschied sich als Feldmannschaft zu beginnen.

#### Mai
| 4. – 7. Mai Scorecard | Chelmsford | Essex 314 (91.2) & 198 (51.5) | – | Surrey 240 (76.5) & 153-7 (53.4) |
|                       |            | Remis                         |   |                                  |

Essex gewann den Münzwurf und entschied sich als Schlagmannschaft zu beginnen.
| 4. – 7. Mai Scorecard | Southampton | Hampshire 229 (65.4) & 97 (34.5)                    | – | Warwickshire 410-8d (122.3) |
|                       |             | Warwickschire gewinnt mit einem Innings und 84 Runs |   |                             |

Hampshire gewann den Münzwurf und entschied sich als Schlagmannschaft zu beginnen.
| 4. – 7. Mai Scorecard | Nottingham | Lancashire 214 (44.2) & 329-8d (87.3) | – | Nottinghamshire 249 (72.4) & 138-9 (67) |
|                       |            | Remis                                 |   |                                         |

Nottinghamshire gewann den Münzwurf und entschied sich als Feldmannschaft zu beginnen.
| 4. – 7. Mai Scorecard | Taunton | Northamptonshire 255 (78.2) & 311-8 (104) | – | Somerset 412 (94.3) |
|                       |         | Remis                                     |   |                     |

Somerset gewann den Münzwurf und entschied sich als Feldmannschaft zu beginnen.
| 11. – 14. Mai Scorecard | Canterbury | Kent 95 (37.4) & 259-4 (113) | – | Hampshire 373 (104.5) |
|                         |            | Remis                        |   |                       |

Hampshire gewann den Münzwurf und entschied sich als Feldmannschaft zu beginnen.
| 11. – 14. Mai Scorecard | Manchester | Somerset 361 (120) & 398-5 (111) | – | Lancashire 326 (101) |
|                         |            | Remis                            |   |                      |

Lancashire gewann den Münzwurf und entschied sich als Feldmannschaft zu beginnen.
| 11. – 14. Mai Scorecard | Northampton | Northamptonshire 158 (65.1) & 72 (30.1)               | – | Nottinghamshire 255 (74.3) |
|                         |             | Nottinghamshire gewinnt mit einem Innings und 25 Runs |   |                            |

Nottinghamshire gewann den Münzwurf und entschied sich als Feldmannschaft zu beginnen.
| 11. – 14. Mai Scorecard | London (Oval) | Middlesex 209 (66.5) & 240 (71.4) | – | Surrey 380 (99.4) & 73-1 (16.4) |
|                         |               | Surrey gewinnt mit 9 Wickets      |   |                                 |

Surrey gewann den Münzwurf und entschied sich als Feldmannschaft zu beginnen.
| 11. – 14. Mai Scorecard | Birmingham | Essex 126 (41.3) & 215 (57.4)      | – | Warwickshire 242 (69.5) & 100-6 (27.2) |
|                         |            | Warwickshire gewinnt mit 4 Wickets |   |                                        |

Warwickshire gewann den Münzwurf und entschied sich als Feldmannschaft zu beginnen.
| 18. – 21. Mai Scorecard | Southampton | Hampshire 367 (110.1)                            | – | Northamptonshire 56 (30.2) & 176 (66.3) (f/o) |
|                         |             | Hampshire gewinnt mit einem Innings und 135 Runs |   |                                               |

Hampshire gewann den Münzwurf und entschied sich als Schlagmannschaft zu beginnen.
| 18. – 21. Mai Scorecard | London (Lord’s) | Somerset 404 (111.2)                            | – | Middlesex 175 (52) & 216 (73.2) |
|                         |                 | Somerset gewinnt mit einem Innings und 135 Runs |   |                                 |

Middlesex gewann den Münzwurf und entschied sich als Feldmannschaft zu beginnen.
| 18. – 21. Mai Scorecard | Nottingham | Essex 298 (90.2) & 362-8d (119.5) | – | Nottinghamshire 442 (131.2) & 97-4 (34) |
|                         |            | Remis                             |   |                                         |

Nottinghamshire gewann den Münzwurf und entschied sich als Feldmannschaft zu beginnen.
| 18. – 21. Mai Scorecard | London (Oval) | Kent 278 (72.3) & 141 (37.4)  | – | Surrey 362 (92.3) & 58-0 (11.3) |
|                         |               | Surrey gewinnt mit 10 Wickets |   |                                 |

Surrey gewann den Münzwurf und entschied sich als Feldmannschaft zu beginnen.

#### Juni
| 11. – 14. Juni Scorecard | Chelmsford | Essex 462-9d (119) & 170-7d (46) | – | Somerset 167 (61.2) & 269 (97.1) |
|                          |            | Essex gewinnt mit 196 Runs       |   |                                  |

Essex gewann den Münzwurf und entschied sich als Schlagmannschaft zu beginnen.
| 11. – 14. Juni Scorecard | Canterbury | Kent 301 (82.2) & 344 (81)   | – | Surrey 145 (43.2) & 501-5 (146.1) |
|                          |            | Surrey gewinnt mit 5 Wickets |   |                                   |

Kent gewann den Münzwurf und entschied sich als Schlagmannschaft zu beginnen.
| 11. – 14. Juni Scorecard | Southport | Hampshire 142 (60.4) & 371 (118.1) | – | Lancashire 374 (90.5) & 142-4 (33) |
|                          |           | Lancashire gewinnt mit 6 Wickets   |   |                                    |

Lancashire gewann den Münzwurf und entschied sich als Feldmannschaft zu beginnen.
| 11. – 14. Juni Scorecard | Nottingham | 571-9d (135.2) | – | Nottinghamshire 155 (56) & 464-6 (153) (f/o) |
|                          |            | Remis          |   |                                              |

Warwickshire gewann den Münzwurf und entschied sich als Schlagmannschaft zu beginnen.
| 25. – 28. Juni Scorecard | Chelmsford | Essex 457 (112.1) & 85-1 (15) | – | Warwickshire 158 (50.5) & 381 (93.5) (f/o) |
|                          |            | Essex gewinnt mit 9 Wickets   |   |                                            |

Essex gewann den Münzwurf und entschied sich als Schlagmannschaft zu beginnen.
| 25. – 28. Juni Scorecard | Southampton | Hampshire 419 (137.3)                           | – | Middlesex 150 (56.5) & 208 (70.4) (f/o) |
|                          |             | Hampshire gewinnt mit einem Innings und 61 Runs |   |                                         |

Hampshire gewann den Münzwurf und entschied sich als Schlagmannschaft zu beginnen.
| 25. – 28. Juni Scorecard | Northampton | Northamptonshire 237 (64.2) & 369 (114)    | – | Kent 621 (143.5) |
|                          |             | Kent gewinnt mit einem Innings und 15 Runs |   |                  |

Northamptonshire gewann den Münzwurf und entschied sich als Schlagmannschaft zu beginnen.
| 25. – 28. Juni Scorecard | Taunton | Somerset 163 (48.1) & 514-8d (138.5) | – | Nottinghamshire 186 (59.4) & 92 (25.1) |
|                          |         | Somerset gewinnt mit 399 Runs        |   |                                        |

Somerset gewann den Münzwurf und entschied sich als Schlagmannschaft zu beginnen.
| 25. – 28. Juni Scorecard | London (Oval) | Lancashire 274 (74) & 293 (114) | – | Surrey 360 (71.3) & 84 (33.3) |
|                          |               | Lancashire gewinnt mit 123 Runs |   |                               |

Surrey gewann den Münzwurf und entschied sich als Feldmannschaft zu beginnen.

#### Juli
| 10. – 13. Juli Scorecard | Canterbury | Kent 171 (40.2) & 332 (100.2)                      | – | Warwickshire 549-7d (133) |
|                          |            | Warwickshire gewinnt mit einem Innings und 46 Runs |   |                           |

Kent gewann den Münzwurf und entschied sich als Schlagmannschaft zu beginnen.
| 10. – 13. Juli Scorecard | Blackpool | Essex 282 (92.2) & 292-8d (53.3) | – | Lancashire 145 (44.4) & 383 (94.2) |
|                          |           | Essex gewinnt mit 46 Runs        |   |                                    |

Essex gewann den Münzwurf und entschied sich als Schlagmannschaft zu beginnen.
| 10. – 13. Juli Scorecard | London (Northwood) | Northamptonshire 219 (88.4) & 380 (118.2) | – | Middlesex 277 (73.2) & 322-6 (92) |
|                          |                    | Remis                                     |   |                                   |

Northamptonshire gewann den Münzwurf und entschied sich als Schlagmannschaft zu beginnen.
| 10. – 13. Juli Scorecard | Taunton | Somerset 500 (120.1) | – | Hampshire 330 (102.2) & 215-7 (97) |
|                          |         | Remis                |   |                                    |

Somerset gewann den Münzwurf und entschied sich als Schlagmannschaft zu beginnen.
| 10. – 13. Juli Scorecard | London (Oval) | Surrey 355 (99.2) & 340 (102.1) | – | Lancashire 399 (118.4) & 118-1 (33.1) |
|                          |               | Remis                           |   |                                       |

Nottinghamshire gewann den Münzwurf und entschied sich als Schlagmannschaft zu beginnen.
| 19. – 22. Juli Scorecard | Chelmsford | Kent 207 (59) & 280 (111.1) | – | Essex 458 (126) & 30-3 (3.5) |
|                          |            | Essex gewinnt mit 7 Wickets |   |                              |

Kent gewann den Münzwurf und entschied sich als Schlagmannschaft zu beginnen.
| 19. – 22. Juli Scorecard | London (Lord’s) | Surrey 433 (127.4) & 76-2 (11.1) | – | Middlesex 238 (85.1) & 272 (71.3) (f/o) |
|                          |                 | Surrey gewinnt mit 8 Wickets     |   |                                         |

Middlesex gewann den Münzwurf und entschied sich als Feldmannschaft zu beginnen.
| 19. – 22. Juli Scorecard | Northampton | Somerset 351 (94) & 56-1 (10.4) | – | Northamptonshire 180 (48.5) & 224 (50.1) (f/o) |
|                          |             | Somerset gewinnt mit 9 Wickets  |   |                                                |

Northamptonshire gewann den Münzwurf und entschied sich als Feldmannschaft zu beginnen.
| 19. – 22. Juli Scorecard | Nottingham | Hampshire 166 (48.2) & 344-5 (85) | – | Nottinghamshire 100 (37.5) & 294 (85.3) |
|                          |            | Hampshire gewinnt mit 116 Runs    |   |                                         |

Nottinghamshire gewann den Münzwurf und entschied sich als Feldmannschaft zu beginnen.
| 19. – 22. Juli Scorecard | Birmingham | 327 (109) & 182-6 (65) | – | Warwickshire 212 (83.2) |
|                          |            | Remis                  |   |                         |

Warwickshire gewann den Münzwurf und entschied sich als Feldmannschaft zu beginnen.
| 25. – 28. Juli Scorecard | Southampton | Hampshire 120 (38.2) & 131 (49.1) | – | Essex 169 (71.5) & 86-4 (24.1) |
|                          |             | Essex gewinnt mit 6 Wickets       |   |                                |

Essex gewann den Münzwurf und entschied sich als Feldmannschaft zu beginnen.
| 25. – 28. Juli Scorecard | Manchester | Northamptonshire 342 (116.1) & 213 (100) | – | Lancashire 544-7d (106) |
|                          |            | Remis                                    |   |                         |

Northamptonshire gewann den Münzwurf und entschied sich als Schlagmannschaft zu beginnen.
| 25. – 28. Juli Scorecard | Nottingham | Nottinghamshire 350 (107) & 372-6d (63) | – | Kent 316 (104) & 85 (21.3) |
|                          |            | Nottinghamshire gewinnt mit 321 Runs    |   |                            |

Kent gewann den Münzwurf und entschied sich als Feldmannschaft zu beginnen.
| 25. – 28. Juli Scorecard | Taunton | Somerset 170 (56.3) & 226 (62.5) | – | Surrey 368 (90.1) & 29-0 (8.3) |
|                          |         | Surrey gewinnt mit 10 Wickets    |   |                                |

Somerset gewann den Münzwurf und entschied sich als Schlagmannschaft zu beginnen.
| 25. – 28. Juli Scorecard | Birmingham | Warwickshire 60 (22.5) & 232 (88.4) | – | Middlesex 199 (52.1) & 97-2 (25.1) |
|                          |            | Middlesex gewinnt mit 8 Wickets     |   |                                    |

Middlesex gewann den Münzwurf und entschied sich als Feldmannschaft zu beginnen.

#### September
| 3. – 6. September Scorecard | Southampton | Hampshire 308 (109.2) & 330-3d (87) | – | Somerset 137 (54.1) & 316 (94.3) |
|                             |             | Hampshire gewinnt mit 185 Runs      |   |                                  |

Hampshire gewann den Münzwurf und entschied sich als Schlagmannschaft zu beginnen.
| 3. – 6. September Scorecard | Northampton | Northamptonshire 232 (75.4) & 266 (82.2)         | – | Lancashire 524 (142.3) |
|                             |             | Lancashire gewinnt mit einem Innings und 26 Runs |   |                        |

Lancashire gewann den Münzwurf und entschied sich als Feldmannschaft zu beginnen.
| 3. – 6. September Scorecard | London (Oval) | Surrey 396 (109.4)                           | – | Warwickshire 161 (44.3) & 138 (37) (f/o) |
|                             |               | Surrey gewinnt mit einem Innings und 97 Runs |   |                                          |

Warwickshire gewann den Münzwurf und entschied sich als Feldmannschaft zu beginnen.
| 4. – 7. September Scorecard | Chelmsford | Essex 304 (98.2) & 319-7d (81) | – | Middlesex 179 (53.5) & 147 (58.2) |
|                             |            | Essex gewinnt mit 297 Runs     |   |                                   |

Essex gewann den Münzwurf und entschied sich als Schlagmannschaft zu beginnen.
| 10. – 13. September Scorecard | Canterbury | Kent 446 (115.4) & 86-6 (31.3) | – | Nottinghamshire 265 (98.2) & 348 (123) (f/o) |
|                               |            | Remis                          |   |                                              |

Kent gewann den Münzwurf und entschied sich als Schlagmannschaft zu beginnen.
| 10. – 13. September Scorecard | Manchester | Middlesex 194 (79.5) & 160-3 (67) | – | Lancashire 413 (102.2) |
|                               |            | Remis                             |   |                        |

Middlesex gewann den Münzwurf und entschied sich als Schlagmannschaft zu beginnen.
| 10. – 13. September Scorecard | Birmingham | Northamptonshire 250 (94.4) & 72-0d (22.3) | – | Warwickshire 147-4d (66) & 176-8 (52.4) |
|                               |            | Warwickshire gewinnt mit 2 Wickets         |   |                                         |

Warwickshire gewann den Münzwurf und entschied sich als Feldmannschaft zu beginnen.
| 19. – 22. September Scorecard | Chelmsford | Essex 447-9d (119.4) & 153-8d (28) | – | Hampshire 334 (90.3) & 267-7 (58.1) |
|                               |            | Hampshire gewinnt mit 3 Wickets    |   |                                     |

Essex gewann den Münzwurf und entschied sich als Schlagmannschaft zu beginnen.
| 19. – 22. September Scorecard | Manchester | Lancashire 272-7 (84.1) | – | Nottinghamshire |
|                               |            | Remis                   |   |                 |

Nottinghamshire gewann den Münzwurf und entschied sich als Feldmannschaft zu beginnen.
| 19. – 22. September Scorecard | London (Lord’s) | Middlesex 121 (39.5) & 251 (100.2) | – | Warwickshire 315 (89.4) & 58-2 (8.3) |
|                               |                 | Warwickshire gewinnt mit 8 Wickets |   |                                      |

Warwickshire gewann den Münzwurf und entschied sich als Feldmannschaft zu beginnen.
| 19. – 22. September Scorecard | Taunton | Somerset 404-4d (86) & 44-2 (15) | – | Kent 235 (55) |
|                               |         | Remis                            |   |               |

Kent gewann den Münzwurf und entschied sich als Feldmannschaft zu beginnen.
| 19. – 22. September Scorecard | London (Oval) | Northamptonshire 357 (106.5) | – | Surrey 185 (63.4) & 142-0 (64) (f/o) |
|                               |               | Remis                        |   |                                      |

Surrey gewann den Münzwurf und entschied sich als Feldmannschaft zu beginnen.
| 26. – 29. September Scorecard | Southampton | Hampshire 219 (65.5) & 172 (62.3) | – | Surrey 207 (85.3) & 132 (35.4) |
|                               |             | Hampshire gewinnt mit 52 Runs     |   |                                |

Surrey gewann den Münzwurf und entschied sich als Feldmannschaft zu beginnen.
| 26. – 29. September Scorecard | Canterbury | Lancashire 327 (96) & 390-8d (122) | – | Kent 494 (135.1) |
|                               |            | Remis                              |   |                  |

Lancashire gewann den Münzwurf und entschied sich als Schlagmannschaft zu beginnen.
| 26. – 29. September Scorecard | Northampton | Northamptonshire 369 (84.2)                            | – | Essex 211 (74.2) & 119 (27) (f/o) |
|                               |             | Northamptonshire gewinnt mit einem Innings und 39 Runs |   |                                   |

Essex gewann den Münzwurf und entschied sich als Feldmannschaft zu beginnen.
| 26. – 29. September Scorecard | Nottingham | Middlesex 366 (91) & 224-6d (39)      | – | Nottinghamshire 384 (107.4) & 210-8 (55.2) |
|                               |            | Nottinghamshire gewinnt mit 2 Wickets |   |                                            |

Middlesex gewann den Münzwurf und entschied sich als Schlagmannschaft zu beginnen.
| 26. – 29. September Scorecard | Birmingham | Somerset 215 (62.1) & 90-2 (31) | – | Warwickshire 273 (84.1) |
|                               |            | Remis                           |   |                         |

Somerset gewann den Münzwurf und entschied sich als Schlagmannschaft zu beginnen.

### Division 2

#### April
| 6. – 9. April Scorecard | Derby | Derbyshire 321 (73.1) & 343 (95.5)   | – | Worcestershire 473 (129) & 193-2 (42.1) |
|                         |       | Worcestershire gewinnt mit 8 Wickets |   |                                         |

Worcestershire gewann den Münzwurf und entschied sich als Feldmannschaft zu beginnen.
| 6. – 9. April Scorecard | Cardiff | Gloucestershire 165 (60.5) & 569-7d (138) | – | Glamorgan 404 (108.2) & 110-3 (37) |
|                         |         | Remis                                     |   |                                    |

Glamorgan gewann den Münzwurf und entschied sich als Feldmannschaft zu beginnen.
| 6. – 9. April Scorecard | Hove | Durham 376 (80.2) & 189 (54) | – | Sussex 335 (93.4) & 232-8 (67) |
|                         |      | Sussex gewinnt mit 2 Wickets |   |                                |

Sussex gewann den Münzwurf und entschied sich als Feldmannschaft zu beginnen.
| 6. – 9. April Scorecard | Leeds | Yorkshire 517 (102) & 286-6 (54)     | – | Leicestershire 415 (114.1) & 392-7 (85.5) |
|                         |       | Leicestershire gewinnt mit 3 Wickets |   |                                           |

Leicestershire gewann den Münzwurf und entschied sich als Feldmannschaft zu beginnen.
| 13. – 16. April Scorecard | Chester-le-Street | Durham 425-9d (112.3) & 254-4d (42) | – | Worcestershire 366-5d (110) & 192 (64.4) |
|                           |                   | Durham gewinnt mit 121 Runs         |   |                                          |

Worcestershire gewann den Münzwurf und entschied sich als Feldmannschaft zu beginnen.
| 13. – 16. April Scorecard | Bristol | Gloucestershire | – | Yorkshire |
|                           |         | Spiel abgesagt  |   |           |

| 13. – 16. April Scorecard | Leicester | Leicestershire 451-9d | – | Derbyshire 254-7 |
|                           |           | Remis                 |   |                  |

Derbyshire gewann den Münzwurf und entschied sich als Feldmannschaft zu beginnen.
| 20. – 23. April Scorecard | Cardiff | Durham 471 (112.3) & 104-6 (23) | – | Glamorgan 305 (79.4) |
|                           |         | Remis                           |   |                      |

Glamorgan gewann den Münzwurf und entschied sich als Feldmannschaft zu beginnen.
| 20. – 23. April Scorecard | Hove | Sussex 361 (103.3) & 137 (43.1) | – | Yorkshire 298 (74) & 138-3 (40) |
|                           |      | Remis                           |   |                                 |

Sussex gewann den Münzwurf und entschied sich als Schlagmannschaft zu beginnen.
| 20. – 23. April Scorecard | Worcester | Gloucestershire 231 (54.4) & 226-4d (62) | – | Worcestershire 157 (55.1) & 51-4 (14) |
|                           |           | Remis                                    |   |                                       |

Gloucestershire gewann den Münzwurf und entschied sich als Schlagmannschaft zu beginnen.
| 27. – 30. April Scorecard | Chester-le-Street | Durham 452 (99.4)                           | – | Derbyshire 165 (34.3) & 280 (73.4) (f/o) |
|                           |                   | Durham gewinnt mit einem Innings und 7 Runs |   |                                          |

Durham gewann den Münzwurf und entschied sich als Schlagmannschaft zu beginnen.
| 27. – 30. April Scorecard | Bristol | Sussex 455-5d (109.2) | – | Gloucestershire 248 (91.2) & 121-4 (28) (f/o) |
|                           |         | Remis                 |   |                                               |

Gloucestershire gewann den Münzwurf und entschied sich als Feldmannschaft zu beginnen.
| 27. – 30. April Scorecard | Leicester | Leicestershire 407 (107.4) & 262-3d (64) | – | Glamorgan 465 (158.1) |
|                           |           | Remis                                    |   |                       |

Glamorgan gewann den Münzwurf und entschied sich als Feldmannschaft zu beginnen.

#### Mai
| 4. – 7. Mai Scorecard | Derby | Leicestershire 122 (39.5) & 281 (92.5) | – | Derbyshire 350-7d (97.2) & 0-0 (1) |
|                       |       | Remis                                  |   |                                    |

Derbyshire gewann den Münzwurf und entschied sich als Feldmannschaft zu beginnen.
| 4. – 7. Mai Scorecard | Worcester | Worcestershire 264 (55) & 251-8 (96.4) | – | Sussex 373 (89.2) |
|                       |           | Remis                                  |   |                   |

Sussex gewann den Münzwurf und entschied sich als Feldmannschaft zu beginnen.
| 4. – 7. Mai Scorecard | Leeds | Glamorgan 245 (71.5) & 352-4 (82) | – | Yorkshire 106 (31) & 412-9 (96) |
|                       |       | Remis                             |   |                                 |

Yorkshire gewann den Münzwurf und entschied sich als Feldmannschaft zu beginnen.
| 11. – 14. Mai Scorecard | Derby | Derbyshire 251 (83.4) & 166-3 (42) | – | Gloucestershire 383 (101.3) |
|                         |       | Remis                              |   |                             |

Gloucestershire gewann den Münzwurf und entschied sich als Feldmannschaft zu beginnen.
| 11. – 14. Mai Scorecard | Chester-le-Street | Yorkshire 254 (80.3) & 218 (67) | – | Durham 227 (64.5) & 246-9 (81) |
|                         |                   | Durham gewinnt mit 1 Wicket     |   |                                |

Yorkshire gewann den Münzwurf und entschied sich als Schlagmannschaft zu beginnen.
| 11. – 14. Mai Scorecard | Cardiff | Worcestershire 109 (40.3) & 227 (73) | – | Glamorgan 258 (79.4) & 82-0 (20) |
|                         |         | Glamorgan gewinnt mit 10 Wickets     |   |                                  |

Glamorgan gewann den Münzwurf und entschied sich als Feldmannschaft zu beginnen.
| 11. – 14. Mai Scorecard | Leicester | Sussex 430 (118.3) | – | Leicestershire 270 (66) & 295-6 (82) (f/o) |
|                         |           | Remis              |   |                                            |

Leicestershire gewann den Münzwurf und entschied sich als Feldmannschaft zu beginnen.
| 18. – 21. Mai Scorecard | Bristol | Durham 445 (104.2) & 272-4d (48) | – | Gloucestershire 292 (79.2) & 300 (76.4) |
|                         |         | Durham gewinnt mit 125 Runs      |   |                                         |

Durham gewann den Münzwurf und entschied sich als Schlagmannschaft zu beginnen.
| 18. – 21. Mai Scorecard | Hove | Glamorgan 123 (37.4) & 737 (207.5) | – | Sussex 481 (119.5) & 1-0 (1) |
|                         |      | Remis                              |   |                              |

Sussex gewann den Münzwurf und entschied sich als Feldmannschaft zu beginnen.
| 18. – 21. Mai Scorecard | Worcester | Leicestershire 173 (55.5) & 180 (59.1) | – | Worcestershire 83 (21.1) & 274-7 (103.3) |
|                         |           | Worcestershire gewinnt mit 3 Wickets   |   |                                          |

Worcestershire gewann den Münzwurf und entschied sich als Feldmannschaft zu beginnen.

#### Juni
| 11. – 14. Juni Scorecard | Chesterfield | Derbyshire 111 (31.4) & 453 (118.5) | – | Yorkshire 353 (85.3) & 215-7 (50.1) |
|                          |              | Yorkshire gewinnt mit 3 Wickets     |   |                                     |

Yorkshire gewann den Münzwurf und entschied sich als Feldmannschaft zu beginnen.
| 11. – 14. Juni Scorecard | Chester-le-Street | Glamorgan 390 (92.5) & 426-7d (118) | – | Durham 630 (148.4) |
|                          |                   | Remis                               |   |                    |

Glamorgan gewann den Münzwurf und entschied sich als Schlagmannschaft zu beginnen.
| 11. – 14. Juni Scorecard | Bristol | Gloucestershire 368 (112.4) & 202 (49.2) | – | Leicestershire 350 (102) & 221-5 (41.2) |
|                          |         | Leicestershire gewinnt mit 4 Wickets     |   |                                         |

Gloucestershire gewann den Münzwurf und entschied sich als Schlagmannschaft zu beginnen.
| 11. – 14. Juni Scorecard | Hove | Sussex 348 (92.4) & 447-7d (108) | – | Worcestershire 410 (91.4) & 381-8 (79) |
|                          |      | Remis                            |   |                                        |

Worcestershire gewann den Münzwurf und entschied sich als Feldmannschaft zu beginnen.
| 25. – 28. Juni Scorecard | Cardiff | Glamorgan 242 (71.5) & 219 (102.4) | – | Sussex 203 (89.4) & 273-9 (98) |
|                          |         | Remis                              |   |                                |

Glamorgan gewann den Münzwurf und entschied sich als Schlagmannschaft zu beginnen.
| 25. – 28. Juni Scorecard | Leicester | Durham 517-5d (112.5) & 343-4d (61.4) | – | Leicestershire 422 (109.4) & 259-8 (75) |
|                          |           | Remis                                 |   |                                         |

Durham gewann den Münzwurf und entschied sich als Schlagmannschaft zu beginnen.
| 25. – 28. Juni Scorecard | Worcester | Worcestershire 237 & 243-6 (109) | – | Derbyshire 578-5d (143) |
|                          |           | Remis                            |   |                         |

Worcestershire gewann den Münzwurf und entschied sich als Schlagmannschaft zu beginnen.
| 25. – 28. Juni Scorecard | Leeds | Yorkshire 550-9d (130) & 200-6d (47.3) | – | Gloucestershire 464 (103.2) |
|                          |       | Remis                                  |   |                             |

Yorkshire gewann den Münzwurf und entschied sich als Schlagmannschaft zu beginnen.

#### Juli
| 10. – 13. Juli Scorecard | Chester-le-Street | Gloucestershire 316 (80.3) & 188 (55.3) | – | Durham 453 (100.5) & 52-1 (11.4) |
|                          |                   | Durham gewinnt mit 9 Wickets            |   |                                  |

Gloucestershire gewann den Münzwurf und entschied sich als Schlagmannschaft zu beginnen.
| 10. – 13. Juli Scorecard | Cardiff | Glamorgan 403-9d (98) | – | Leicestershire 451 (92.3) |
|                          |         | Remis                 |   |                           |

Leicestershire gewann den Münzwurf und entschied sich als Feldmannschaft zu beginnen.
| 10. – 13. Juli Scorecard | Hove | Sussex 402 (101.2) & 384-9d (90.3) | – | Derbyshire 407 (107) & 361-8 (57.5) |
|                          |      | Remis                              |   |                                     |

Derbyshire gewann den Münzwurf und entschied sich als Feldmannschaft zu beginnen.
| 10. – 13. Juli Scorecard | Worcester | Yorkshire 407 (92.1) | – | Worcestershire 242 (89.3) & 142-2 (48) (f/o) |
|                          |           | Remis                |   |                                              |

Worcestershire gewann den Münzwurf und entschied sich als Feldmannschaft zu beginnen.
| 19. – 22. Juli Scorecard | Derby | Derbyshire 443 (120.1) & 89-0 (27) | – | Durham 575 (118.1) |
|                          |       | Remis                              |   |                    |

Durham gewann den Münzwurf und entschied sich als Feldmannschaft zu beginnen.
| 19. – 22. Juli Scorecard | Oakham | Worcestershire 178 (62.3) & 169 (40.4) | – | Leicestershire 110 (39.1) & 137 (40) |
|                          |        | Worcestershire gewinnt mit 100 Runs    |   |                                      |

Leicestershire gewann den Münzwurf und entschied sich als Feldmannschaft zu beginnen.
| 19. – 22. Juli Scorecard | Leeds | Sussex 216 (69.5) & 236-7 (84) | – | Yorkshire 364 (83.2) |
|                          |       | Remis                          |   |                      |

Sussex gewann den Münzwurf und entschied sich als Feldmannschaft zu beginnen.
| 20. – 23. Juli Scorecard | Cheltenham | Glamorgan 450 (92.5) & 62-0d (16) | – | Gloucestershire 402 (108.3) |
|                          |            | Remis                             |   |                             |

Glamorgan gewann den Münzwurf und entschied sich als Schlagmannschaft zu beginnen.
| 25. – 28. Juli Scorecard | Derby | Glamorgan 521-8d (118) | – | Derbyshire 318 (104.5) & 360-0d (112) (f/o) |
|                          |       | Remis                  |   |                                             |

Derbyshire gewann den Münzwurf und entschied sich als Feldmannschaft zu beginnen.
| 25. – 28. Juli Scorecard | Scarborough | Yorkshire 340 (87.5) | – | Durham 106-1 (33) |
|                          |             | Remis                |   |                   |

Durham gewann den Münzwurf und entschied sich als Feldmannschaft zu beginnen.
| 26. – 29. Juli Scorecard | Cheltenham | Worcestershire 406 (90.5) & 316-8 (70.2) | – | Gloucestershire 301 (107.4) & 311 (87.1) |
|                          |            | Worcestershire gewinnt mit 110 Runs      |   |                                          |

Gloucestershire gewann den Münzwurf und entschied sich, als Feldmannschaft zu beginnen.

### September
| 3. – 6. September Scorecard | Chester-le-Street | Sussex 266 (90.3) & 295 (92.1) | – | Durham 505-9d (119) & 57-3 (10.5) |
|                             |                   | Durham gewinnt mit 7 Wickets   |   |                                   |

Sussex gewann den Münzwurf und entschied sich als Schlagmannschaft zu beginnen.
| 3. – 6. September Scorecard | Leicester | Gloucestershire 159 (69.5) & 212 (71.4) | – | Leicestershire 204 (55.5) & 168-2 (41.4) |
|                             |           | Leicestershire gewinnt mit 8 Wickets    |   |                                          |

Leicestershire gewann den Münzwurf und entschied sich als Feldmannschaft zu beginnen.
| 3. – 6. September Scorecard | Worcester | Worcestershire 284 (92) & 145 (56.5) | – | Glamorgan 170 (48) & 179 (52.1) |
|                             |           | Worcestershire gewinnt mit 80 Runs   |   |                                 |

Glamorgan gewann den Münzwurf und entschied sich als Feldmannschaft zu beginnen.
| 3. – 6. September Scorecard | Scarborough | Yorkshire 297 (76.5) & 520-9d (105.4) | – | Derbyshire 247 (74.1) & 293 (71.2) |
|                             |             | Yorkshire gewinnt mit 277 Runs        |   |                                    |

Derbyshire gewann den Münzwurf und entschied sich als Feldmannschaft zu beginnen.
| 10. – 13. September Scorecard | Cardiff | Yorkshire 500 (122) | – | Glamorgan 273 (89.2) & 401-5d (118) (f/o) |
|                               |         | Remis               |   |                                           |

Yorkshire gewann den Münzwurf und entschied sich als Schlagmannschaft zu beginnen.
| 10. – 13. September Scorecard | Hove | Sussex 262 (72.1) & 344-9d (102) | – | Leicestershire 108 (42.4) & 483 (132.4) |
|                               |      | Sussex gewinnt mit 15 Runs       |   |                                         |

Leicestershire gewann den Münzwurf und entschied sich als Feldmannschaft zu beginnen.
| 10. – 13. September Scorecard | Bristol | Gloucestershire 377 (97.1) & 208-6d (72) | – | Derbyshire 403 (112.4) |
|                               |         | Remis                                    |   |                        |

Gloucestershire gewann den Münzwurf und entschied sich als Schlagmannschaft zu beginnen.
| 19. – 22. September Scorecard | Derby | Sussex 100 (36.2) & 84-3 (32.3) | – | Derbyshire 229-6d (50.4) |
|                               |       | Remis                           |   |                          |

Derbyshire gewann den Münzwurf und entschied sich als Feldmannschaft zu beginnen.
| 19. – 22. September Scorecard | Leicester | Yorkshire 155 (39.2) & 225-4 (55.4) | – | Leicestershire 233 (53.1) |
|                               |           | Remis                               |   |                           |

Leicestershire gewann den Münzwurf und entschied sich als Feldmannschaft zu beginnen.
| 19. – 22. September Scorecard | Worcester | Worcestershire 313 (83) | – | Durham 371-4 (71) |
|                               |           | Remis                   |   |                   |

Durham gewann den Münzwurf und entschied sich als Feldmannschaft zu beginnen.
| 26. – 29. September Scorecard | Chester-le-Street | Durham 457-8d (103)                           | – | Leicestershire 143 (38) & 173 (48.5) (f/o) |
|                               |                   | Durham gewinnt mit einem Innings und 141 Runs |   |                                            |

Leicestershire gewann den Münzwurf und entschied sich als Feldmannschaft zu beginnen.
| 26. – 29. September Scorecard | Cardiff | Derbyshire 450-8d (127) & 234-2d (44.3) | – | Glamorgan 301-5d (81.5) & 135-6 (69) |
|                               |         | Remis                                   |   |                                      |

Glamorgan gewann den Münzwurf und entschied sich als Feldmannschaft zu beginnen.
| 26. – 29. September Scorecard | Hove | Sussex 202 (58.1) & 505-7d (118) | – | Gloucestershire 195 (51.1) & 173 (43.5) |
|                               |      | Sussex gewinnt mit 339 Runs      |   |                                         |

Gloucestershire gewann den Münzwurf und entschied sich als Feldmannschaft zu beginnen.
| 26. – 29. September Scorecard | Leeds | Worcestershire 389 (102) & 232-2d (30.1) | – | Yorkshire 262-6d (60) & 363-4 (67) |
|                               |       | Yorkshire gewinnt mit 6 Wickets          |   |                                    |

Yorkshire gewann den Münzwurf und entschied sich als Feldmannschaft zu beginnen.

## Statistiken
Während der Saison wurden folgende Cricketstatistiken erzielt:
| First Class   | First Class     | First Class | First Class | First Class | First Class | First Class | First Class | First Class |
| Batting       | Batting         | Batting     | Batting     | Batting     | Batting     | Batting     | Batting     | Batting     |
| Spieler       | Mannschaft      | Spiele      | Innings     | Runs        | Average     | HS          | 100s        | 50s         |
| ------------- | --------------- | ----------- | ----------- | ----------- | ----------- | ----------- | ----------- | ----------- |
| Alex Lees     | Durham          | 14          | 21          | 1347        | 70,89       | 195         | 5           | 5           |
| John Bohannon | Lancashire      | 14          | 22          | 1257        | 59,85       | 175         | 4           | 5           |
| Leus du Plooy | Derbyshire      | 14          | 21          | 1236        | 82,40       | 238*        | 4           | 4           |
| Jake Libby    | Worcestershire  | 12          | 23          | 1153        | 57,65       | 198         | 4           | 5           |
| Tom Westley   | Essex           | 14          | 27          | 1130        | 45,20       | 148         | 3           | 4           |
| Bowling       |                 |             |             |             |             |             |             |             |
| Spieler       | Mannschaft      | Spiele      | Overs       | Wickets     | Average     | BBI         | 5W          | 10W         |
| Brett Hutton  | Nottinghamshire | 13          | 383.1       | 62          | 21,40       | 6/45        | 6           | 0           |
| Simon Hammer  | Essex           | 14          | 558.4       | 61          | 28,95       | 6/149       | 5           | 0           |
| Ben Raine     | Durham          | 14          | 485.0       | 60          | 24,95       | 5/51        | 1           | 0           |
| Jamie Potter  | Essex           | 14          | 334.5       | 57          | 19,05       | 6/34        | 4           | 0           |
| Matthew Potts | Durham          | 11          | 372.3       | 54          | 22,22       | 5/65        | 1           | 0           |